# Фриган, Юрай
Юрай Фриган (хорв. Juraj Frigan; родился 16 мая 2008) — хорватский футболист, полузащитник клуба «Горица».

## Клубная карьера
Уроженец Загреба, Фриган выступал за футбольные академии клубов «Зелина» и «Дубрава». В 2023 году присоединился к академии хорватского клуба «Горица». В основном составе «Горицы» дебютировал 18 мая 2025 года, выйдя на замену в матче Хорватской футбольной лиги против клуба «Славен Белупо». На момент дебюта ему было 16 лет и 2 дня.

## Карьера в сборной
В 2024 году дебютировал за сборную Хорватии до 15 лет.